# Ursula Koschinsky

Ursula Koschinsky in ihrem Atelier ca. 1965 in Randegg

Ursula Koschinsky (* 24. November 1923 in Königsberg (Ostpreußen); † 26. September 2016 in Schwenningen) war eine deutsche Künstlerin und Glasmalerin.

## Jugend und Ausbildung
Sie besuchte die Königin-Luise-Schule in Königsberg, legte das Abitur im Jahr 1942 ab und wurde anschließend zum Reichsarbeitsdienst bei Lyck verpflichtet und im Lazarettdienst eingesetzt. Im Februar 1945 flüchtete sie mit der Familie vor der anrollenden Roten Armee zuerst mit einem Minenräumboot von Pillau über die Danziger Bucht nach Gotenhafen, und dann auf einem Passagierschiff über die südliche Ostsee nach Saßnitz. Nach der Besetzung Rügens im Mai 1945 durch die sowjetische Kommandantur reisten sie am Jahresende in die Britische Besatzungszone nach Flensburg aus. Im Jahr 1946 siedelte die Familie nach Randegg im Hegau um. Sie begann im Jahr 1946 das Kunststudium an der Landeskunstschule in Hamburg und konzentrierte sich im Verlauf der Ausbildung auf die Glaskunst und Wandmalerei, die vom Theo Ortner gelehrt wurden. Um ihre praktischen Fähigkeiten und Kenntnisse der Glasmalerei zu vertiefen, arbeitete sie in den Sommerferien 1947 und 1948 ihrer Studienzeit in der Glaswerkstatt Albert Heberle in Überlingen am Bodensee. Als Abschlussarbeit schuf sie im Mai 1951 einen Entwurf einer neuen Verglasung des großen Westfensters in dem Westwerk des Kölner Doms. Die Arbeit der jungen Studentin kam damals in die engere Auswahl.

## Wirken als Künstlerin
Nach dem Studium nahm sie als freiberufliche Künstlerin vornehmlich kirchliche Aufträge an. Ihre Meisterwerke der sakralen Kunst sind der als großformatige Wandmalerei ausgeführte Kreuzweg in der Kapelle des Maximilian-Kaller-Heims in Balve-Helle und die 24 Quadratmeter große Fensterwand des Ermlandhauses in Münster. Weitere bedeutende Kunstwerke sind: die Mosaikwand mit sieben Szenen der hl. Dorothea von Montau in Königstein, die 14 Kreuzwegstationen in Bad Sooden-Allendorf und das Tabernakel mit Mosaiksteinen aus Glas- und Bernsteinstücken von der Ostseeküste in der St.-Andreas-Kapelle im Ermlandhaus zu Münster.
In den Jahren 1971–1972 war sie als Krankenschwester in Schaffhausen in der Schweiz tätig und von 1972 bis zur Emeritierung im Jahr 1988 lehrte sie Kunst in der St. Ursula-Schule in Geisenheim. Um ihren erkrankten Bruder Georg zu betreuen, zog sie im Jahr 1989 nach Schwenningen im Schwarzwald um.

## Kunstwerke (Auswahl)

### Sakrale Kunst
- 1950: Schutzmantelmadonna in Bordesholm, Öl auf Leinwand
- 1952: Passion, Gefangennahme Jesu (Holzschnitt)
- 1953: „Lobgesang der drei Jünglinge im Feuerofen“ (Schriftzug in der Sakristei), Kreuzweg-Passionswand (Wandmalerei) und Das jüngste Gericht (buntes Glasfenster) im Maximilian-Kaller-Heim in Balve-Helle
- 1961: Fensterwand (Glaswand 517 cm hoch × 463 cm breit, Antikglas, Blei, Schwarzlot) im Ermlandhaus in Münster
- 1962: 14 Kreuzwegstationen (buntes Dallglas) in der St.-Bonifatius-Kirche in Bad Sooden-Allendorf[1]
- 1962: Zyklus von Kreuzen (Mosaik) für Johann-Michael-Sailer-Gymnasium Dillingen
- 1963: Schutzmantelmadonna (Krönung Mariens); Unterleiste mit den Bildern der Begegnung Mariens mit Jesus von Nazareth
- 1965: Glasfenster „Die Frauen am Grabe“ in der Friedhofskapelle in Ehingen
- 1965: Bleiglasfenster „Das Zeichen des Menschen Sohnes“ in der Friedhofskapelle in Randegg im Hegau
- 1968: Bleiglasfenster „Das Gericht“ in der Aussegnungshalle des Friedhofs in Bietingen
- 1980: hl. Dorothea von Montau (7 Szenen, Mosaik) in der Kollegskirche in Königstein im Taunus
- Fronleichnamsfenster (Glasfenster) und Tabernakel (Mosaik) in der St.-Andreas-Kapelle im Ermlandhaus in Münster

### Profane Kunst
- 1969: Betonglasfenster im Haus der Fam. Graf in Gottmadingen

### Porträtmalerei
- 1944: Gertrud Charlotte Koschinsky, Kohlezeichnung
- 1946: Georg Koschinsky, Kohlezeichnung
- 1950: Annelore Mehlhorn, Tempera auf Leinwand
- 1950: Helene Koschinsky, Tempera auf Leinwand
- 1951: Selbstporträt im Kaputzenmantel, Kohlezeichnung
- 1955: Maria Frank-Goris, Öl auf Hartfaserplatte
- 1965: Lilly Graf, Acryl auf Leinwand
- 1966: Ernst Laws, Acryl auf Leinwand